# Rendőrakadémia 2. – Az első bevetés
A Rendőrakadémia 2. – Az első bevetés (eredeti cím: Police Academy 2: Their First Assignment) 1985-ben bemutatott amerikai filmvígjáték, amely a Rendőrakadémia-sorozat második része. Az élőszereplős játékfilm rendezője Jerry Paris, producerei Paul Maslansky és Leonard Croll. A forgatókönyvet Barry Blaustein és David Sheffield írta, a zenéjét Robert Folk szerezte.
A mozifilm a Warner Bros. és a The Ladd Company gyártásában készült, és ugyancsak a Warner Bros. forgalmazásában jelent meg. Az Amerikai Egyesült Államokban 1985. március 29-én, Magyarországon 1989. július 27-én mutatták be a mozikban.

## Cselekmény
A rendőrakadémiáról frissen kikerült rendőröket bevetik a bűnözőkkel teli városban. Eric Lassard (George Gaynes) parancsnok testvére, Pete (Howard Hesseman) kér pár újoncot a megregulázhatatlan kerületébe, ahol még őt is semmibe veszi a lakosság. Mahoney (Steve Guttenberg), Tackleberry (David Graf), Jones (Michael Winslow), Hightower (Bubba Smith) és Hooks (Marion Ramsey) készen áll a bevetésre, és igyekeznek a maguk módján megoldani a nehézségeket. A két legnagyobb ellenlábas Mauser hadnagy (Art Metrano) és a gonosz Zed (Bobcat Goldthwait). A kerületi kapitányságon Tackleberry mellé beosztják Kirkland őrmestert, akibe beleszeret, Mahoney egy hájas, de annál kedvesebb társat kap, aki hadilábon áll a tisztasággal, a rendmániás Fackler egy hasonlóan rendes társat kap, aki még a bűnözőket is kisegíti egy gyufával, amivel a kocsijukat gyújtják fel. Mahoney viszont addig szórakozik Mauser kapitánnyal, míg az fel nem függeszti őt. A leváltott Pete Lassarddal együtt végül úgy döntenek, egyikük beépül a gonosztevők közé, hogy így tudják meg, hol van a rejtekhelyük. Mahoney lesz a szerencsés, és végül sikerül is minden rendőrt a régi állatkertben lévő bunkerhoz, a gazfickók rejtekhelyéhez vezetni.

## Szereplők
| Szerep                         | Színész             | Magyar hang        |
| ------------------------------ | ------------------- | ------------------ |
| Eric Lassard                   | George Gaynes       | Kun Vilmos         |
| Eugene Tackleberry             | David Graf          | Szombathy Gyula    |
| Larvell Jones                  | Michael Winslow     | Kautzky Armand     |
| Laverne Hooks                  | Marion Ramsey       | Pálos Zsuzsa       |
| Peter 'Pete' Lassard kapitány  | Howard Hesseman     | Bács Ferenc        |
| Moses Hightower                | Bubba Smith         | Csikos Gábor       |
| Carey Mahoney                  | Steve Guttenberg    | Szerednyey Béla    |
| Mauser hadnagy                 | Art Metrano         | Reviczky Gábor     |
| Proctor őrmester               | Lance Kinsey        | Józsa Imre         |
| Henry Hurst rendőrparancsnok   | George R. Robertson | Kenderesi Tibor    |
| Chloe                          | Julie Brown         | N/A                |
| Douglas Fackler rendőr         | Bruce Mahler        | Dörner György      |
| Vinnie Schtulman őrmester      | Peter Van Norden    | Balázs Péter       |
| Kathleen Kirkland őrmester     | Colleen Camp        | Andresz Kati       |
| Bud Kirkland                   | Andrew Paris        | Haás Vander Péter  |
| Mr. Max Kirkland               | Arthur Batanides    | Dobránszky Zoltán  |
| Mrs. Kirkland                  | Jackie Joseph       | Dallos Szilvia     |
| Sweetchuck                     | Tim Kazurinsky      | Verebély Iván      |
| Zed                            | Bobcat Goldthwait   | Kerekes József     |
| Diák az étteremben             | Jim Boyce           | Kerekes József     |
| Dooley                         | Ed Herlihy          | Horkai János       |
| Sistrunk                       | Sandy Ward          | Farkas Antal       |
| Polgármesterasszony            | Jennifer Darling    | Menszátor Magdolna |
| Mojo                           | Christopher Jackson | Pusztaszeri Kornél |
| Flaco                          | Church Ortiz        | Melis Gábor        |
| Nana                           | Monica Parker       | N/A                |
| Japán szakács                  | Kenji Shintani      | N/A                |
| Anyuka a Mercedesben           | Lucy Lee Flippin    | Földessy Margit    |
| Brian                          | Jason Hervey        | N/A                |
| Nővér                          | Diana Bellamy       | Némedi Mari        |
| Pénztároslány                  | Julie Paris         | N/A                |
| Diáklány az étteremben         | Debra Dusay         | N/A                |
| Tim                            | Tim Haldeman        | Koroknay Géza      |
| Csapos                         | Bert Williams       | N/A                |
| Slit                           | Pamela Matheson     | N/A                |
| Bandatag                       | Bufort McClerkins   | N/A                |
| Benzinkutas                    | Conrad Hurtt        | Orosz István       |
| Zöldséges                      | William Yamadera    | Elekes Pál         |
| Csaló                          | Morris Beers        | N/A                |
| Varrónő                        | N/A                 | Csere Ágnes        |
| Autótolvaj                     | N/A                 | Hankó Attila       |
| Késsel fegyverzett néger rabló | N/A                 | Várkonyi András    |

További magyar hangok: Bata János, Felföldi László

## Forgatás
A filmet 1984. október 17. és 1985. január 16. között forgatták Los Angelesben.